# Mercè Otero Vidal
Mercè Otero Vidal (Barcelona, 1947) es una licenciada en Filosofía y Letras (Filología Clásica y Románica-Hispánica) por la Universidad de Barcelona y catedrática de latín por la misma universidad, en la actualidad jubilada. Se encuentra especializada en feminismo y en coeducación.

## Actividad profesional docente
Al margen de su actividad docente en la universidad también se ha dedicado a lo largo de su carrera a la formación del profesorado y al asesoramiento a centros escolares sobre coeducación e innovación. Dentro de los seminarios de Filosofía y Género y de Mujeres y Literatura de la Universidad de Barcelona ha participado y participa en varios encuentros y grupos de trabajo.
Profesora de lenguas clásicas y crítica literaria. Es autora de varios trabajos sobre el papel de las mujeres a lo largo de la historia, y traductora de textos latinos en catalán.
Ha publicado artículos y materiales de coeducación, ginocrítica (crítica literaria, histórica y filosófica) y ha traducido a Duoda, Christine de Pizan, Marie de Gournay, Gilles Ménage y otros. Sus líneas de investigación son actualmente temas relacionados con la coeducación, la memoria y las identidades.
Se pueden consultar todas sus publicaciones, libros y artículos en Dialnet.

## Activismo feminista
Como activista feminista desempeña tareas de responsabilidad en el Centro de Documentación de Ca la Dona y en la organización de la Escuela Feminista de Verano de la Red Feminista. Se dedica a temas de coeducación, LGTBI+, ginocrítica y memoria. Es autora de varios trabajos sobre el papel de las mujeres a lo largo de la historia.
Forma parte del Consejo de Mujeres de Barcelona, del Consejo Nacional de Mujeres de Cataluña, del Consejo Nacional LGTBI de Cataluña y del Consejo Social de la Lengua Catalana.
En 2019 la Generalidad de Cataluña le concedió la Cruz de Sant Jordi.